# Seznam medailistů na mistrovství Evropy v biatlonu – stíhací závod mužů
Seznam medailisů na mistrovství Evropy v biatlonu z stíhacího závodu mužů představuje chronologický přehled stupňů vítězů ve stíhacích závodech mužů na 12,5 km na mistrovství Evropy konaného pravidelně od roku 1998.
Stíhací závod mužů byl na evropský šampionát zařazen poprvé v roce 1998 a kromě roku 1999 v něm účastníci závodí v každém ročníku.

## Seznam vítězů
| Rok  | Místo                | Zlato                 | Stříbro                    | Bronz                  |
| ---- | -------------------- | --------------------- | -------------------------- | ---------------------- |
| 1998 | Minsk                | Gunar Bretschneider   | Ilmārs Bricis              | Oļegs Maļuhins         |
| 1999 | Iževsk               | nebyl na programu     | nebyl na programu          | nebyl na programu      |
| 2000 | Zakopané             | Tomasz Sikora         | Gunar Bretschneider        | Andreas Stitzl         |
| 2001 | Haute Maurienne      | Vincent Defrasne      | Michael Greis              | Wiesław Ziemianin      |
| 2002 | Kontiolahti          | Oļegs Maļuhins        | Carsten Heymann            | Ilmārs Bricis          |
| 2003 | Forni Avoltri        | Andrij Deryzemlja     | Alexander Os               | Władimir Draczew       |
| 2004 | Minsk                | Tomasz Sikora         | Alexander Os               | Jewgieni Trebuszenko   |
| 2005 | Novosibirsk          | Andrij Deryzemlja     | Carsten Pump               | Aleksiej Bołtienko     |
| 2006 | Langdorf-Arberse     | Sergej Novikov        | Edgars Piksons             | Wjaczesław Derkacz     |
| 2007 | Bansko               | Tomasz Sikora         | Ilmārs Bricis              | Egil Gjelland          |
| 2008 | Nové Město           | Siergiej Konowałow    | Artiom Gusiew              | Maksim Maksimow        |
| 2009 | Ufa                  | Daniel Böhm           | Serhij Sedniew             | Rune Brattsveen        |
| 2010 | Otepää               | Alexej Volkov         | Erik Lesser                | Christoph Knie         |
| 2011 | Ridnaun              | Alexej Volkov         | Krasimir Anew              | Jean-Guillaume Béatrix |
| 2012 | Osrblie              | Alexej Volkov         | Serhij Semenov             | Daniel Böhm            |
| 2013 | Bansko               | Benedikt Doll         | Vetle Sjåstad Christiansen | Timofiej Łapszyn       |
| 2014 | Nové Město na Moravě | Maxim Cvetkov         | Lars Helge Birkeland       | Anton Babikov          |
| 2015 | Otepää               | Aleksiej Slepow       | Krasimir Anew              | Anton Babikov          |
| 2016 | Ťumeň                | Anton Babikov         | Jevgenij Garaničev         | Florian Graf           |
| 2017 | Dušníky              | Alexandr Loginov      | Jevgenij Garaničev         | Andrejs Rastorgujevs   |
| 2018 | Ridnaun              | Alexandr Loginov      | Krasimir Anew              | Jevgenij Garaničev     |
| 2019 | Raubiči              | Tarjei Bø             | Matvej Jelisejev           | Håvard Bogetveit       |
| 2020 | Raubiči              | Siergiej Boczarnikow  | Sturla Holm Laegreid       | Sivert Guttorm Bakken  |
| 2021 | Dušníky              | Artem Pryma           | Michal Krčmář              | Håvard Bogetveit       |
| 2022 | Velký Javor          | Sverre Dahlen Aspenes | Petr Paščenko              | Lucas Fratzscher       |
| 2023 | Lenzerheide          | Vebjørn Sørum         | Erlend Bjøntegaard         | Endre Strømsheim       |
| 2024 | Brezno-Osrblie       | Isak Frey             | Dmitrii Shamaev            | Antonin Guigonnat      |
| 2025 | Martell              | Patrick Braunhofer    | Isak Frey                  | Sverre Dahlen Aspenes  |